# Ulsta

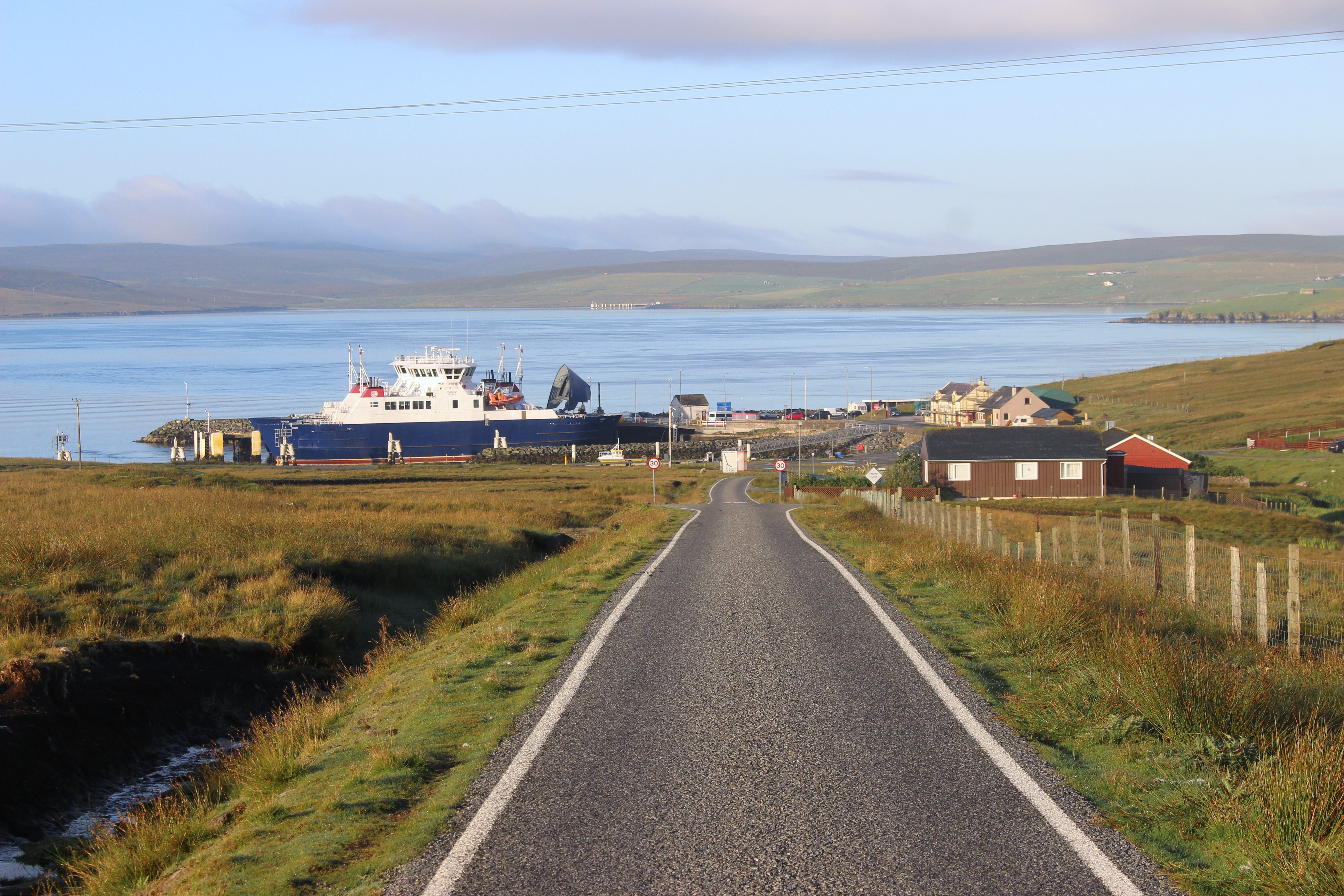
Blick auf den Ort

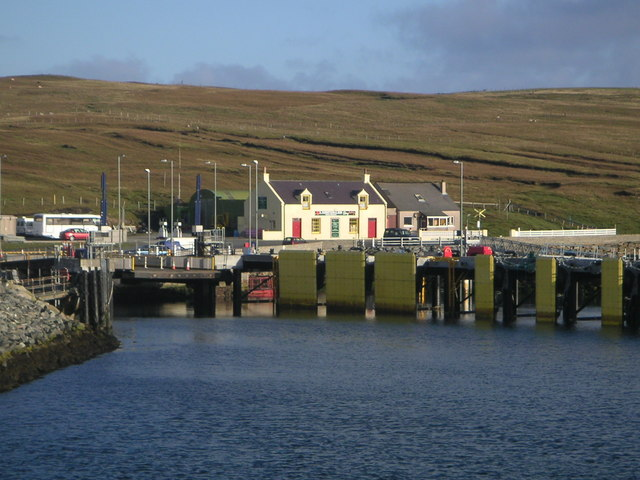
Im Hafen von Ulsta

Ulsta ist eine Ortschaft, die im Norden der zu Schottland zählenden Shetlands liegt.

## Geographie
Ulsta ist eine locker strukturierte Siedlung, die am nordöstlichen Ufer der Meeresstraße Uyea Sound im Südwesten der Insel Yell liegt. Im Sound liegen mehrere unbewohnte Inseln, von denen Bigga, Samphrey und Uynarey Ulsta am nächsten liegen. Nicht weit entfernte Ortschaften auf Yell sind Setter im Norden und Hamnavoe im Osten.

## Historisches
Im Rahmen der historischen Gliederung Schottlands in Civil Parishes zählt Ulsta zu Yell. Im Ort ist das Pier House 1977 als Listed Building der Kategorie C unter Denkmalschutz gestellt worden.

## Verkehr
Im Ort kommt eine Fähre von Toft aus Mainland an. Über sie verläuft die A968, die auf Yell Ulsta im Südwesten mit Gutcher im Nordosten verbindet.